# Ophioconis opacum
Ophioconis opacum är en ormstjärneart som först beskrevs av Clark 1928.  Ophioconis opacum ingår i släktet Ophioconis och familjen Ophiodermatidae. Inga underarter finns listade i Catalogue of Life.